# 張軍堂
張軍堂，中華民國中國國民黨籍政治人物，曾參加1993年宜蘭縣長選舉落選。

## 1993年宜蘭縣長選舉

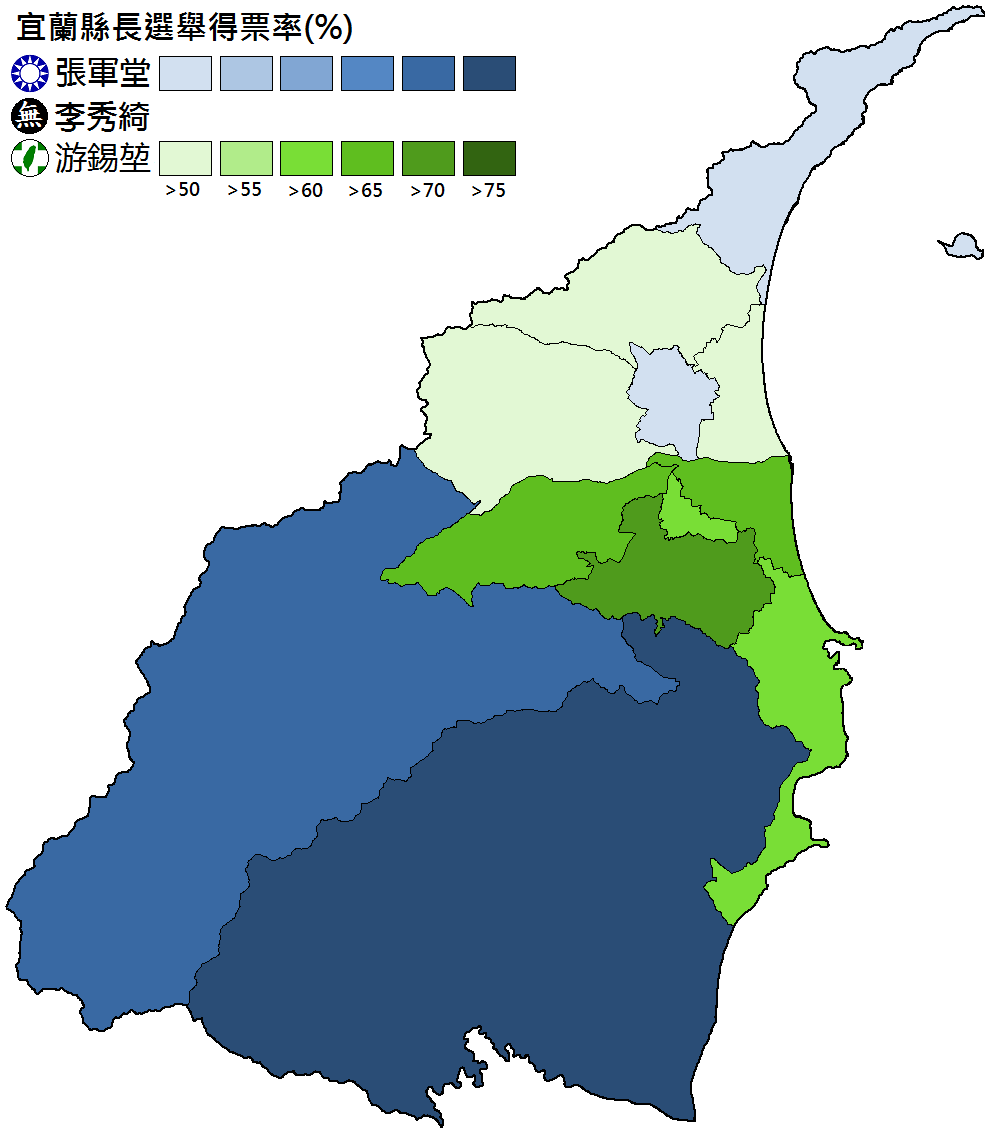
1993年宜蘭縣長選舉

| 號次 | 黨籍       | 姓名   | 得票    | 得票率 | 當選 |
| ---- | ---------- | ------ | ------- | ------ | ---- |
| 1    | 中國國民黨 | 張軍堂 | 82,208  | 40.41% |      |
| 2    | 無黨籍     | 李秀綺 | 4,282   | 2.10%  |      |
| 3    | 民主進步黨 | 游錫堃 | 116,959 | 57.49% |      |

## 爭議

### 犀牛皮事件
1993年底縣市長選舉，張軍堂涉嫌偽造外國學歷，自稱有美國南加州大學的學歷。當時馮光遠在《中國時報》人間副刊〈給我報報〉專欄撰文嘲諷，指張軍堂在美國的南加州大學指導教授威廉·霍華出面證明張軍堂是他的學生，論文題目為〈犀牛皮移植到我臉上法律效力之探討與追究〉。
這篇虛構嘲諷文，卻立刻被國民黨宜蘭縣黨部主委楊吉雄信以為真，拿來做為張軍堂擁有外國學歷的證據，楊吉雄稱張軍堂確實擁有國外學歷，而且已經獲得報社的證實，有報紙為證。「中國時報是全國第一大報」，最權威的大報，上面的白紙黑字絕不會騙人；並問宜蘭人，要相信第一大報還是相信競選對手游錫堃的指控。
原本只是報紙副刊一篇嘲諷文章，卻變成縣市長選舉重大新聞事件，原文作者馮光遠隨後鄭重表示本來就只是虛構嘲諷文章，竟然被張軍堂陣營當真，而成為台灣選舉史、台灣新聞史上著名的「犀牛皮事件」，「犀牛皮」也被當做台灣政壇說謊政客的代名詞。
1993年宜蘭縣長選舉結果，游錫堃競選連任成功；此後張軍堂退出政壇，消聲匿跡。

## 外部連結
- 1993年宜蘭縣長選舉公報[永久]